# Jan-Eric Peters
Jan-Eric Peters (* 1. April 1965 in Berlin) ist ein deutscher Journalist.

## Werdegang
Peters begann seine journalistische Laufbahn 1984 mit einem Volontariat bei der Wochenzeitung Der Nord-Berliner. 1985 nahm er mit einem Stipendium die Ausbildung an der Deutschen Journalistenschule in München auf. Von 1986 bis 1990 studierte er an der Hochschule für Politik München und arbeitete als freier Journalist. Von 1990 bis 1994 war er als Chef vom Dienst und Ressortleiter Reportagen/Nachrichten bei der Abendzeitung in München tätig. Das Jahr 1995 verbrachte er als Stipendiat in den USA.
1996 ging er als stellvertretender Chefredakteur zur Hamburger Morgenpost. Ebenfalls als stellvertretender Chefredakteur ging er 1997 zur Zeitschrift Max und Max-Online und übernahm dort schließlich die Leitungsfunktion.
2001 wechselte er als Projektentwickler Zeitungsvorstand zur Axel Springer AG. Im selben Jahr wurde er zunächst stellvertretender Chefredakteur, ab Ende 2002 Chefredakteur der Welt und der Berliner Morgenpost. 2005 wurde er zusätzlich Herausgeber und Gründungs-Chefredakteur von Die Welt Kompakt (Start 2004).
Dem journalistischen Nachwuchs widmete er sich 2007 bis 2010 als Gründungsdirektor der Axel-Springer-Akademie in Berlin. Von 2010 bis 2014 war Peters Chefredakteur der Welt-Gruppe (Die Welt, Welt am Sonntag, Welt Kompakt, Welt am Sonntag Kompakt, Welt Aktuell, Welt Online, Welt Mobil und Welt HD). Ab 2012 hatte er zudem den Vorsitz der Redaktionsgemeinschaft Welt-Gruppe, Berliner Morgenpost, Hamburger Abendblatt inne.
Bis Ende 2015 war er Chefredakteur von WeltN24. In dieser Position führte er die gemeinsame Redaktion, die durch die Zusammenführung der Welt-Gruppe und des Fernsehsenders N24 zum 1. Januar 2015 entstanden war. Er war für alle Titel und journalistischen Formate von Die Welt, Welt am Sonntag und N24 verantwortlich. Zum 1. Januar 2016 wurde er Chief Product Officer des neuen Nachrichtenangebots Upday. Seine Aufgaben als Chefredakteur von WeltN24 übernahm kommissarisch Herausgeber Stefan Aust.
Nachdem er 2020 ein Sabbatical genommen hatte, schied er zum 31. Dezember 2020 nach nahezu 20 Jahren aus dem Axel-Springer-Konzern aus. Zum 1. Januar 2021 wurde er Geschäftsführer der NZZ Deutschland und verantwortet hiermit das Deutschland-Geschäft der NZZ-Mediengruppe vollumfänglich.
Peters stiftete 2022 den Digital Freedom & Safety Fellowship, ein Stipendium für Journalisten aus Ländern mit stark eingeschränkter Pressefreiheit. Das Stipendium ermöglicht einen vier- bis sechsmonatigen Aufenthalt in Deutschland, während dem ein journalistisches Projekt vorangetrieben werden kann und ein Training in digitaler Sicherheit gegen Angriffe und Überwachung stattfindet. Peters spendete dafür €75.000. Damit ist die Durchführung von 2022 bis 2025 gesichert. Das Stipendium wird vergeben über Reporter ohne Grenzen, die auch weitere verwandte Stipendien betreuen und bei dem Peters seit 2011 im Kuratorium sitzt.

## Diverses
Peters war Stipendiat des German Marshall Fund Of The United States und Arthur F. Burns-Fellow der Internationalen Journalisten-Programme und gehört seit 2005 als einziger deutscher Journalist zum Young Global Leader Forum des Weltwirtschaftsforums Davos. Er ist seit 1992 verheiratet und hat drei Söhne.

## Preise und Auszeichnungen
- 1986: Friedrich-und-Isabel-Vogel-Förderpreis für Wirtschaftsjournalisten
- 1988: Internationaler Journalistenpreis des World Gold Council[8]
- 2017: Digital Leader Award[9]